# مانويل هورنيغ
مانويل هورنيغ (بالألمانية: Manuel Hornig)‏ هو لاعب كرة قدم ألماني في مركز الدفاع، ولد في 18 ديسمبر 1982 في كاندل في ألمانيا. لعب مع أرمينيا بيليفيلد وكيكرز أوفنباخ ونادي ساربروكن ونادي كايزرسلاوترن ونادي كوبلنتس.

## وصلات خارجية
- مانويل هورنيغ على موقع قاعدة بيانات كرة القدم.إي يو (الإنجليزية)
- مانويل هورنيغ على موقع بيانات كرة القدم. دي إي (الألمانية)
- مانويل هورنيغ على موقع عالم كرة القدم.نت (الإنجليزية)